# Gréko-ibér írás

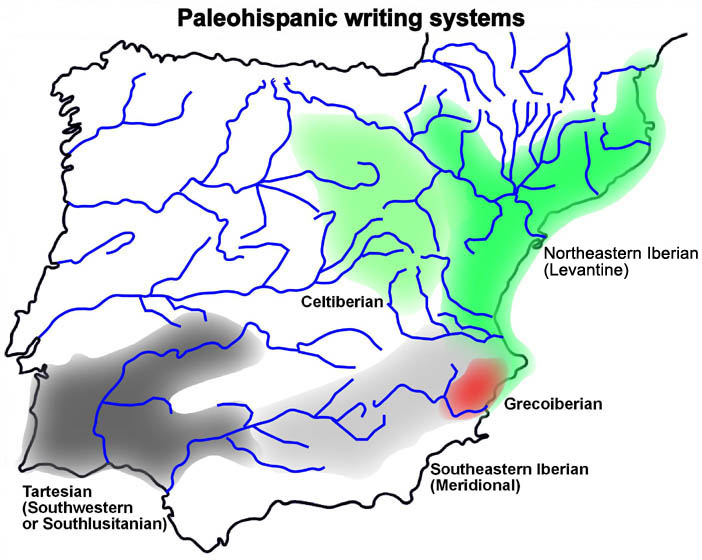
Paleohispán írások

A gréko-ibér írás a görög ábécé ión változatának közvetlen alkalmazása az ibér nyelv sajátosságaihoz. Az írásrendszer egy ábécé ellentétben a paleohispán félszótagírással, amelynek legtöbb eleme szótagokat, egyes írásjelek viszont egyetlen mássalhangzót vagy magánhangzót jelölnek. 

## A leletek földrajzi helye
A gréko-ibér írást tartalmazó feliratokat főként Alicante és Murcia területén találták, az írás iránya balról jobbra haladt. A feliratok száma csekély: kevesebb mint 24 kerámiafelirat és 12 ólomtábla, köztük a La Serretából (Alcoy, Alicante) és az El Cigarralejóból (Mula, Murcia) származó ólomtábla. A feliratok nagy része az i. e. 4. századból való, de a minta paleográfiai jellemzői arra utalnak, hogy az írásrendszer az i. e. 5. században keletkezhetett.

## Jellemzői

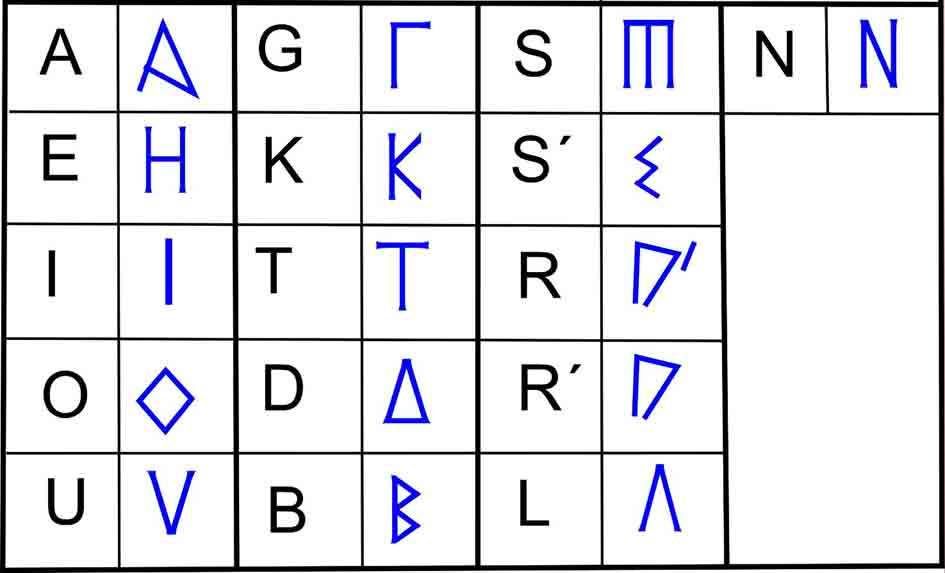
A gréko-ibér írás betűi

A gréko-ibér írás 16 jelet tartalmaz, amelyek a görög ábécé betűivel azonosak, kivéve a második rótikus mássalhangzónak megfelelő jelet: öt magánhangzót, három vokális zárhangot (labiális, dentális és veláris), két hangtalan zárhangot (dentális és veláris), két sziszegő, két rótikus, egy oldalsó és csak egy orrhangzót. A második nyelvpergetős mássalhangzó, a rho egy további vonást kap. Az /e/ hang jelölésére epszilon helyett az étát használták. Az egyetlen betű, amely nem található meg a görög ábécé modern változatában, a szampí.
A betűformák petroglifikusak, mivel az írófelület (kerámia, kő, ólom) szögletes, egyenes vonalú írásjeleket tett lehetővé.
| Magánhangzók | Magánhangzók | okkluzívák | okkluzívák | sziszegő, rótikus, laterális hangok | sziszegő, rótikus, laterális hangok | Orrhangok | Orrhangok |
| ------------ | ------------ | ---------- | ---------- | ----------------------------------- | ----------------------------------- | --------- | --------- |
| Alfa         | Α            | Gamma      | Γ          | Szampi                              | Ϡ                                   | Nű        | Ν         |
| Éta          | Η            | Kappa      | Κ          | Szigma                              | Σ                                   |           |           |
| Ióta         | Ι            | Tau        | Τ          | Rho'                                | Ρ̓                                   |           |           |
| Omikron      | Ο            | Delta      | Δ          | Ró                                  | Ρ                                   |           |           |
| Üpszilon     | Υ            | Béta       | Β          | Lambda                              | Λ                                   |           |           |

## Internetes források
- The Greek-Iberian writing- Jesús Rodríguez Ramos
- Detailed map of the Pre-Roman Peoples of Iberia (around 200 BC)

## Fordítás
Ez a szócikk részben vagy egészben  a   Greco-Iberian alphabet című angol Wikipédia-szócikk ezen változatának fordításán alapul.  Az eredeti cikk szerkesztőit annak laptörténete sorolja fel. Ez a jelzés csupán a megfogalmazás eredetét és a szerzői jogokat jelzi, nem szolgál a cikkben szereplő információk forrásmegjelöléseként.

## Kapcsolódó szócikk
- Paleohispániai nyelvek